# Бодегас, Роберто
Робе́рто Боде́гас Ро́хо (исп. Roberto Bodegas; 3 июня 1933, Мадрид — 2 августа 2019) — испанский кинорежиссёр, сценарист, актёр и продюсер.

## Биография
В 1958 году снял свой первый любительский фильм.
В 1961 году переехал в Париж, работал ассистентом Дени де Ла Пательера, Кристиан-Жака, Жерар Ури, Жак Дерэ, Мориса Лабро, Эрманно Ольми, Фреда Циннемана. В 1982—1990 годах работал с Хосе Луисом Гарси и Пилар Миро.
С 1961 года снял около 15 кино и телефильмов.
В 1971 году его фильм «Испанки в Париже» был участником VII Московского кинофестиваля.

## Избранная фильмография

### Режиссёр
- 1971 — Испанки в Париже / Españolas en París
- 1974 — Новые испанцы / Los nuevos españoles
- 1974 — Здоровая супружеская жизнь / Vida conyugal sana
- 1975 — Изменница / La adúltera
- 1976 — Залог (мера пресечения) / Libertad provisional
- 1982 — Бумажное сердце / Corazón de papel
- 1988 — Убить Нани / Matar al Nani
- 1979 — Семь дней в январе / Siete días de enero
- 1989 — Китаец (сериал, 1989—1992) / Le chinois
- 2000 — El figurante (короткометражный)
- 2001 — Осужденный на жизнь (телефильм) / Condenado a vivir
- 2008 — Двадцатое ноября: последние дни Франко / 20-N: los últimos días de Franco (телефильм)

### Сценарист
- 1971 — Испанки в Париже / Españolas en París
- 1974 — Разговаривайте с цветами / Dites-le avec des fleurs
- 1974 — Женщина в красных сапогах / La femme aux bottes rouges
- 1974 — Новые испанцы / Los nuevos españoles
- 1975 — Леонор / Leonor
- 1980 — Страх выходить вечером / Miedo a salir de noche

### Актёр
- 1994 — Все вы, мужики, одинаковы / Todos los hombres sois iguales
- 2000 — El figurante (короткометражный)
- 2011 — Мёртвых не трогай, детка / Los muertos no se tocan, nene